# Драпецона
Драпецо́на (греч. Δραπετσώνα) — город в Греции, западный пригород Афин. Расположен на высоте 20 метров над уровнем моря на Афинской равнине у подножия Эгалео на берегу залива Сароникос, между Пирейским портом и Керацинионом, напротив острова Пситалея, в 10 километрах к юго-западу от центра Афины, площади Омониас, и в 28 километрах к западу от международного аэропорта «Элефтериос Венизелос». Входит в общину (дим) Керацини-Драпецона в периферийной единице Пирей в периферии Аттика. Население 13 968 жителей по переписи 2011 года. Площадь 1,725 квадратного километра. Драпецона является одним из крупнейших промышленных центров в Греции.
Расположен к северо-западу от Пирея и к западу от Ээтионеи. Здесь находятся проходная порта G1 для Додеканес и проходная порта G2 для Хиоса и Митилини.
На западе граничит с Пиреем (на северо-западе с Копи и Тамбурией, на западе с Папастратос), на севере с Керацинионом (с Анастаси и Эвьенией). В 3 километрах к юго-западу находится остров Пситалея.
В районе Вурле прежде находились публичный дом и тюрьма для политзаключённых.
Город создан в 1928 году. В 1950 году (ΦΕΚ 73Α) создано одноимённое сообщество, в 1951 году (ΦΕΚ 27Α) — община.

## Население
| Год  | Население, человек |
| ---- | ------------------ |
| 1928 | 17 652             |
| 1940 | 18 784             |
| 1951 | 17 568             |
| 1961 | 14 103             |
| 1971 | 14 586             |
| 1981 | 14 767             |
| 1991 | 13 116             |
| 2001 | 13 335             |
| 2011 | ↗ 13 968           |